# Paul Landowski

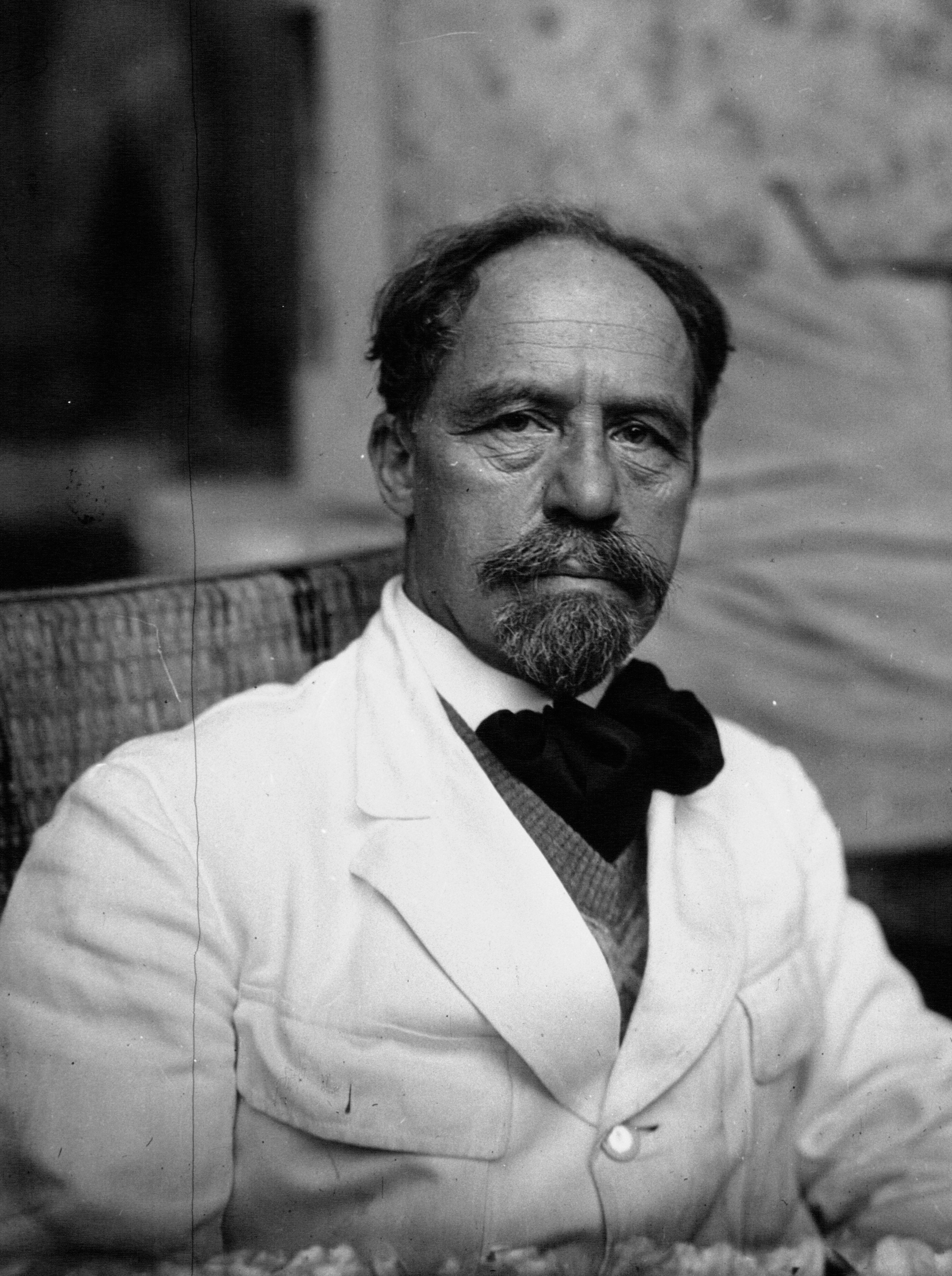
Paul Landowski (1932)

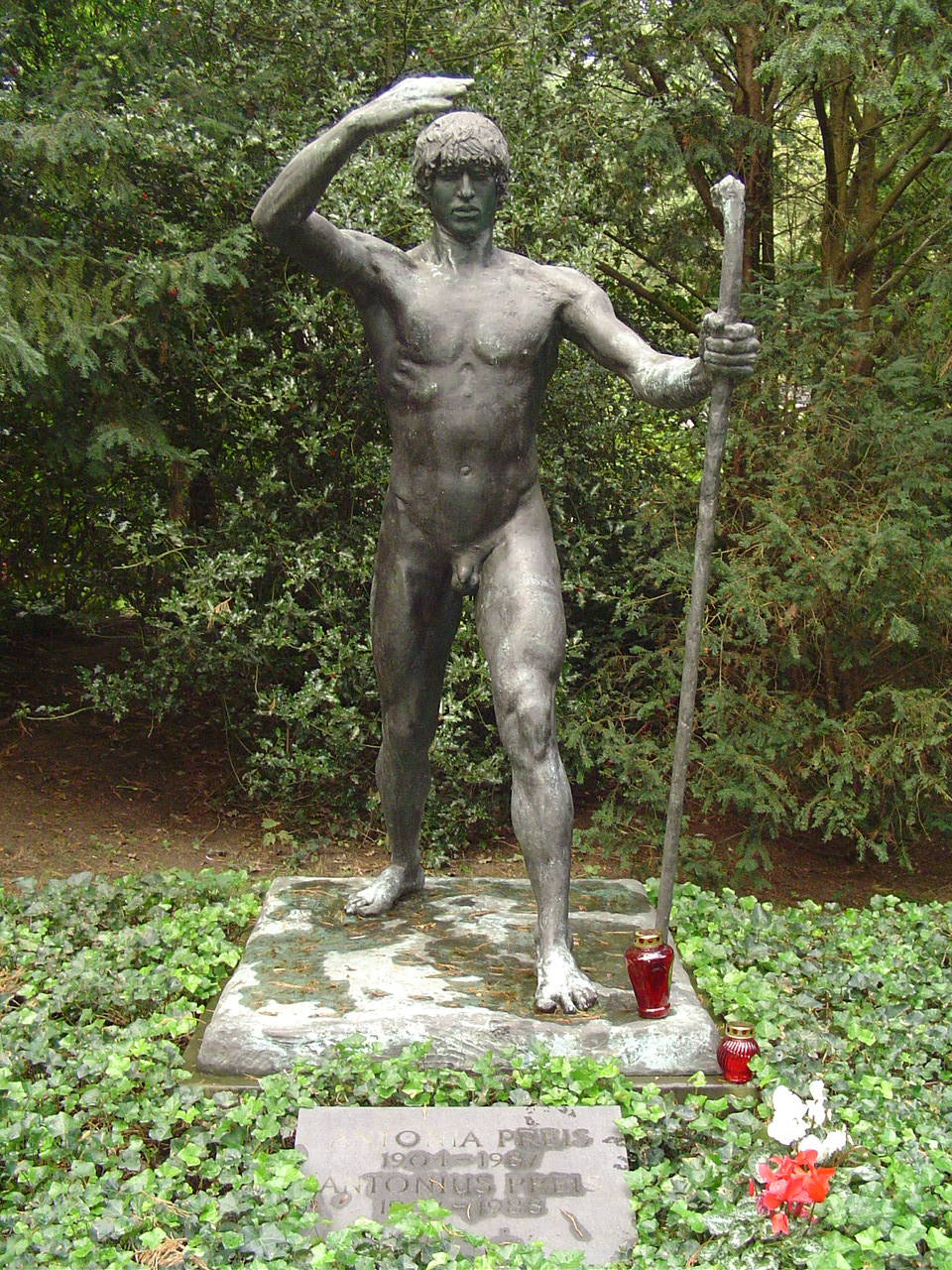
Eine Landowski-Skulptur auf dem Grab Preis, Nordfriedhof Düsseldorf

Paul Maximilien Landowski (* 1. Juni 1875 in Paris; † 31. März 1961 in Boulogne-Billancourt) war ein französischer Bildhauer polnischer Herkunft.

## Leben und Wirken
Paul Landowski war Direktor der Villa Medici, später der Direktor der Académie des Beaux-Arts, der er seit 1926 als Mitglied angehörte, sowie Weltausstellungskurator (1937). Bei den Olympischen Sommerspielen 1928 in Amsterdam gewann Landowski im Bereich Bildhauerei eine Goldmedaille.
Er schuf u. a. Statuen für das Reformationsdenkmal in Genf.
Sein bekanntestes Werk ist die 1931 fertiggestellte Christusstatue (Cristo redentor) auf dem Corcovado in Rio de Janeiro. Er schuf sie in fünfjähriger Arbeit nach den Plänen des brasilianischen Ingenieurs Heitor da Silva Costa. Die Skulptur auf der Grabstätte Preis in Düsseldorf, so wie auch auf dem Grab des Kunstsammlers Otto Klaus Preis (1936–2003) auf dem Montmartre-Friedhof in Paris, sind jeweils überlebensgroße Abgüsse des Jabel le berger („Jabal, der Hirte“), einer Figur der Bronzegruppe Les Fils de Cain („Die Söhne des Kain“) mit Jabel le berger, Jubal le poète und Tubalcaïn le forgeron, welche seit 1906 in den Gärten der Tuillerien in Paris stehen.
1929 wurde er assoziiertes Mitglied der Académie royale des Sciences, des Lettres et des Beaux-Arts de Belgique.
Landowskis Sohn, Marcel Landowski, war ein französischer Komponist und Kulturpolitiker.